# 義絕
义绝，是古代中国的一种强制离婚制度，当夫妻双方中的任意一方存在法律规定的诸如杀害、伤害、奸淫对方亲族的行为时，由政府裁决，强制离婚。